# Polikozanol
A polikozanol növényi viaszból kivont nyolc hosszú szénláncú alkohol keveréke. Étrend kiegészítőként használják: csökkenti az LDL koleszterint (rossz koleszterin), és növeli a HDL koleszterint (jó koleszterin). Segít megelőzni az érelmeszesedést. Bár néhány vizsgálat szerint kérdéses a hatékonysága. Csökkenti a vér lipid szintjét. 

## Fizikai tulajdonságok
Növényi viaszból kivont zsíralkoholok keveréke. Cukornádból, jamból, és méhviaszból vonják ki. Fő összetevője az 1-oktakozanol 63% és a triakontanol 12,6%. Egyéb összetevői: dokozanol, 1-tetrakozanol, 1-hexakozanol, 1-heptakozanol, 1-nonakozanol, 1-dotriakontanol és egyéb zsíralkoholok. Az összetevői a szénlánc hosszában különböznek.
| A polikozanol összetevői                                   |         |    |         |                |       |
| Allgemeine Strukturformel der Bestandteile von Policosanol |         |    |         |                |       |
| Név                                                        | PubChem | n  | Képlet  | moláris tömeg  | arány |
| 1-oktakozanol                                              | 68406   | 26 | C28H58O | 410,56 g·mol−1 | 63%   |
| triakontanol                                               | 68972   | 28 | C30H62O | 438,81 g·mol−1 | 12,6% |
| 1-hexakozanol                                              | 68171   | 24 | C26H54O | 382,71 g·mol−1 | 6,2%  |
| 1-tetrakozanol                                             | 10472   | 22 | C24H52O | 354,65 g·mol−1 |       |
| 1-heptakozanol                                             | 74822   | 25 | C27H56O | 396,73 g·mol−1 |       |
| 1-nonakozanol                                              | 243696  | 27 | C29H60O | 424,79 g·mol−1 |       |
| 1-dotriakontanol                                           | 96117   | 30 | C32H66O | 466,87 g·mol−1 |       |
| Tetratriakontanol                                          | 185639  | 32 | C34H70O | 494,92 g·mol−1 |       |

Megakadályozza az epesav felszívódását.

## Felhasználása
Csökkenti az LDL koleszterin szintjét, és növeli a HDL koleszterinét. Segít megelőzni az érelmeszesedést, bár néhány vizsgálat szerint kérdéses a hatékonysága. Néhány vizsgálat szerint hatása megegyezik a sztatin gyógyszercsaládéval, más vizsgálatok szerint viszont csak placebo hatása van. Kubában gyógyszerként forgalmazzák. Csökkenti a vér lipidszintjét, de a hatása ellentmondásos. Európában nem forgalmazható gyógyszerként, emiatt főleg az interneten forgalmazzák étrendkiegészítőként.

## Fordítás
Ez a szócikk részben vagy egészben  a   Policosanol című német Wikipédia-szócikk ezen változatának fordításán alapul.  Az eredeti cikk szerkesztőit annak laptörténete sorolja fel. Ez a jelzés csupán a megfogalmazás eredetét és a szerzői jogokat jelzi, nem szolgál a cikkben szereplő információk forrásmegjelöléseként.
Ez a szócikk részben vagy egészben  a   Policosanol című angol Wikipédia-szócikk ezen változatának fordításán alapul.  Az eredeti cikk szerkesztőit annak laptörténete sorolja fel. Ez a jelzés csupán a megfogalmazás eredetét és a szerzői jogokat jelzi, nem szolgál a cikkben szereplő információk forrásmegjelöléseként.